# Agmina nodosa
Agmina nodosa is een schietmot uit de familie Ecnomidae. De soort komt voor in het Australaziatisch gebied.